# Göteborgi Szimfonikus Zenekar
A Göteborgi Szimfonikus Zenekar (GSO; Svédül: Göteborgs Symfoniker) Svédország egyik vezető szimfonikus zenekara, melynek székhelye Göteborg városában található. Állandó koncerthelyszíne a Göteborgi Koncertterem (Svédül: Göteborgs Konserthus), amely a Götaplatsen nevű központi téren helyezkedik el.
A zenekart 1905-ben alapították, és az évtizedek során jelentős hírnévre tett szert mind nemzeti, mind nemzetközi szinten. 1997-ben a zenekart hivatalosan Svédország Nemzeti Zenekara (Svédül: Sveriges nationalorkester) címmel ruházták fel, ami a svéd zenei életben betöltött kiemelkedő szerepének elismerése.

## Története
A Göteborgi Szimfonikus Zenekart 1905-ben alapították, első vezető karmestere Heinrich Hammer volt. A zenekar második vezető karmestere a neves svéd zeneszerző, Wilhelm Stenhammar lett, aki 1907 és 1922 között töltötte be ezt a tisztséget. Stenhammar gyakran vezényelte saját műveit, és ebben az időszakban a zenekarral rendszeresen fellépett Jean Sibelius és Carl Nielsen is vendégkarmesterként.
A Göteborgi Szimfonikus Zenekar pályafutása az idők során hullámzóan alakult, ám meghatározó fordulópontot jelentett a Neeme Järvi vezette időszak. Az észt származású karmester 1982 és 2004 között töltötte be a zenekar zeneigazgatói és vezető karmesteri posztját – ez volt a leghosszabb ilyen jellegű megbízatás a zenekar történetében. Négy évtizedes irányítása alatt a zenekar jelentős nemzetközi hírnévre tett szert, az európai élvonalba emelkedett, és számos rangos együttműködés révén megerősítette pozícióját a világ zenei életében. Távozását követően Järvi a tiszteletbeli első karmester (Principal Conductor Emeritus) címet kapta elismerésként. Bár a GSO repertoárja széles, különösen erős kötődése van az északi késő romantikus zeneszerzők műveihez, például Jean Sibelius és Edvard Grieg kompozícióihoz. Järvi vezetése alatt a zenekar nemzetközi hírneve jelentősen megnőtt: támogatóként csatlakozott hozzá a Volvo, és Deutsche Grammophon lemezszerződést is kötöttek.
Eötvös Péter, világhírű magyar zeneszerző és karmester 2003 és 2007 között töltötte be az első vendégkarmesteri tisztséget. Ebben az időszakban kulcsszerepet játszott a kortárs zenei profil kialakításában. Pályafutása során több neves nemzetközi együttes művészeti vezetője is volt – többek között az Ensemble InterContemporain, a BBC Szimfonikus Zenekar és a Holland Rádió Kamarazenekara élén. A göteborgi együttessel való rendszeres együttműködéséért 2024-ben életműdíjat kapott a Cziffra Fesztiválon.
Gustavo Dudamel 2007 és 2012 között állt a Göteborgi Szimfonikus Zenekar élén vezető karmesterként, majd távozása után a tiszteletbeli karmester (hedersdirigent) címet kapta. 
Kent Nagano 2013–2014-es évadtól kezdődően lett a zenekar vezető vendégkarmestere és művészeti tanácsadója, hároméves szerződéssel.
Santtu-Matias Rouvali, a fiatal finn karmester először 2014 augusztusában lépett fel a Göteborgi Szimfonikus Zenekar élén vendégkarmesterként. Rövidesen, 2016 májusában, a GSO bejelentette, hogy a 2017–2018-as évadtól ő lesz a zenekar vezető karmestere, eredetileg négyéves szerződéssel, amelyet 2019-ben 2025-ig meghosszabbítottak. Vezetése alatt készült el a Sibelius-sorozat felvétele, amely a zeneszerző összes szimfóniáját és nagyobb zenekari műveit öleli fel. 2023 decemberében a zenekar közölte, hogy Rouvali a 2024–2025-ös évad végén leköszön tisztségéről.
Barbara Hannigan, Grammy-díjas kanadai szoprán és karmester, 2019-ben lett a Göteborgi Szimfonikus Zenekar első női vezető vendégkarmestere, ezzel történelmet írva az együttes életében.
Elkötelezett híve a kortárs zenének, és nemzetközi karrierje során számos világhírű zenekarral dolgozott együtt. Művészi munkásságát rangos elismerések kísérik: többek között elnyerte a Gramophone magazin Év Művésze díját, valamint 2025-ben a Svéd Királyi Zeneakadémia által odaítélt Polar Zenei Díjat is. Vezető vendégkarmesteri szerződését a Göteborgi Szimfonikus Zenekarral 2022-ben meghosszabbították, jelenlegi megbízatása 2028-ig szól.
2024 októberében a zenekar bejelentette, hogy Pekka Kuusisto, finn hegedűművész és karmester, a 2025–2026-os évadtól csatlakozik további vezető vendégkarmesterként, így Hannigannel párhuzamosan tölti be ezt a posztot.
A zenekar lemezfelvételei is kiemelkedők: a Deutsche Grammophon mellett olyan neves kiadókkal is együttműködött, mint a svéd klasszikus zenei lemezkiadó BIS Records, tovább erősítve ezzel nemzetközi jelenlétét.

## Hangfelvételek

### Stúdióalbumok
| Év   | Album részletei |
| ---- | --- |
| 1995 | Svéd fagottversenyművek - Megjelenés dátuma: 1995. január 24. - Kiadó: Intim Musik                                             |
| 1999 | Grieg: Zongoraverseny; Peer Gynt szvitek 1. és 2. - Megjelenés dátuma: 1999. január 8. - Kiadó: Deutsche Grammophon            |
| 2002 | Miaskovszkij: 6. szimfónia - Megjelenés dátuma: 2002. november 12. - Kiadó: Deutsche Grammophon                                |
| 2012 | Sibelius: 5. és 7. szimfónia; Karelia szvit - Megjelenés dátuma: 2012. április 23. - Kiadó: Decca Records, Deutsche Grammophon |
| 2014 | Eötvös Péter Concertos (Seven / CAP-KO) - Megjelenés dátuma: 2014. - Kiadó: BMC Records                                        |

## Vezető Karmesterek
- Heinrich Hammer (1905–1907)
- Wilhelm Stenhammar (1907-1922)
- Ture Rangström (1922–1925)
- Tor Mann (1925–1939)
- Issay Dobrowen (1941–1953)
- Dean Dixon (1953–1960)
- Sten Frykberg (1960–1967)
- Sergiu Comissiona (1967-1973)
- Sixten Ehrling (1974–1976)
- Charles Dutoit (1976–1979)
- Neeme Järvi (1982–2004)
- Mario Venzago (2004–2007)
- Gustavo Dudamel (2007–2012)
- Santtu-Matias Rouvali (2017–2025)

## Bemutatók/Koncertek
1995-ben, a Szabadtéri atlétikai világbajnokság göteborgi megnyitóján a szimfonikus együttes szintén közreműködött. Az Ullevi-stadionban tartott, 45 ezer fős közönség előtti show-n olyan előadók léptek fel, mint Dr. Alban és az Ace of Base, továbbá egy 3000 fős kórus, 15 ezer táncos és látványos tűzijáték tette emlékezetessé az eseményt.
2006 augusztusában a zenekar részt vett a Szabadtéri atlétikai Európa-bajnokság göteborgi megnyitóünnepségén is, amelyet a város főterén, a Götsaplatsen téren rendeztek meg. Az esemény látványos szabadtéri koncerttel zárult, amelyet a város szívében felállított nagyszínpadon tartottak. 
2008. március 30-án a budapesti Művészetek Palotája Bartók Béla Nemzeti Hangversenytermében adott hangversenyt a Göteborgi Szimfonikus Zenekar, Eötvös Péter vezényletével. A műsoron Bartók Béla Négy zenekari darabja, Wagner Siegfried-idillje, Sztravinszkij Tűzmadár-szvitje (1919), valamint Eötvös Seven című műve szerepelt. A Seven a 2003-as Columbia űrrepülőgép-katasztrófa áldozatául esett hét űrhajós emlékére íródott. A szerzeményben a hetes szám központi szerepet tölt be: a zenekar 49 muzsikusa hét csoportban játszik, a szólóhegedű mellett a terem különböző pontjain elhelyezett további hat hegedűs is megszólal, térbeli hangzást kialakítva. A hegedűszólót Akiko Suwanai japán művésznő adta elő Jascha Heifetz híres 1714-es „Dolphin” Stradivariján. A hangverseny a Budapesti Tavaszi Fesztivál záróeseménye volt. A fesztivál Magyarország legnagyobb kulturális rendezvénye, amely évente közel 200 eseménnyel jelentkezik március végén, több mint 50 helyszínen Budapesten.
2023. január 5–6-án Roby Lakatos és együttese lépett fel a zenekarral Göteborgban, Eva Ollikainen vezényletével. A koncert a klasszikus zenekari játékmódot ötvözte Lakatos improvizatív, cigány és jazz stílusával, amely különleges alkalmazkodóképességet és zenei érzékenységet kívánt meg az együttestől. 
2023-ban fellépett a George Enescu Nemzetközi Fesztiválon is Bukarestben, amely a klasszikus zene egyik legkiemelkedőbb nemzetközi seregszemléje. E szereplése is tovább erősítette helyét a világ élvonalbeli zenekarai között.

## Fordítás
Ez a szócikk részben vagy egészben  a   Gothenburg Symphony Orchestra című angol Wikipédia-szócikk ezen változatának fordításán alapul.  Az eredeti cikk szerkesztőit annak laptörténete sorolja fel. Ez a jelzés csupán a megfogalmazás eredetét és a szerzői jogokat jelzi, nem szolgál a cikkben szereplő információk forrásmegjelöléseként.